# Michel de Certeau
Michel-Jean-Emmanuel de la Barge de Certeau, född 17 maj 1925 i Chambéry, Frankrike, död 9 januari 1986 i Paris, var en fransk jesuit, filosof, psykoanalytiker och samhällsvetare.

## Biografi
Michel de Certeau föddes i Chambéry, som äldsta barn till Hubert de la Barge de Certeau och Antoinette de Tardy de Montravel. Fadern var ingenjör och tillhörde Savoyens lågadel, och från hans mor hade han band till ordensväsendet, då hans morbroder var benediktinbroder. Sina universitetsstudier bedrev han enligt den sed som var utbredd på medeltiden (peregrinatio academica), när studenterna begav sig från universitet till universitet för att på så sätt kunna ta del av kunskapen av de mest framstående intellektuella. Hans huvudsakliga intresse rörde klassiska ämnen, som grekiska, latin, filosofi, men även tyska. Somrarna tillbringade han och hans familj på släktegendomen utanför Saint-Pierre d'Albigny, och enligt de traditioner som familjen bevarade från ancien régime förväntades den unge Michel och hans syskon ta del av jordbruket och för övrigt ägna sig åt stilla lantliv. I tonåren började han därför känna sig dragen till kartusianorden, vars regler påminner om hans uppväxt. Efter andra världskriget reste han genom stora delar av Frankrike, på hästryggen eller med cykel, och lärde sig då att utsätta sig för stora prövningar.
1944-1950 studerade han i Grenoble, Paris, och Lyon. Vid Collège de France kom han i kontakt med den kristna mystiken, främst Johannes av Korset, Teresa av Ávila och Jean-Joseph Surin. I Lyon ägnade han sig åt bibliska studier, och hade vid det laget fått en känsla av att han var ämnad att viga sig åt Gud. Efter ett visst sökande efter en orden, stiftade han bekantskap med jesuiten, sedermera kardinal, Henri de Lubac, och andra jesuiter. 1950 inträdde han i jesuitorden. Sin höga utbildning till trots fick han gå samma väg som andra noviser, scholasticus approbatus, vilket innebar förnyade universitetsstudier, i filosofi och teologi, och nya examina. 1953-1954 blev han utvald till en elitgrupp som fick studera Hegel på heltid. 31 juli 1956 prästvigdes han i Lyon. 
Som präst kunde han påbörja sin doktorsavhandling, vilken han tänke ägna Augustinus påverkan på den västliga kristendomen. Avhandlingsämnet byttes emellertid ut mot modern historieskrivning, eftersom hans överordnade beslutade så. Han doktorerade i Sorbonne 1960 på ämnet Pierre Favre, och samma år utkom hans första bok, Mémorial de Pierre Favre. Han blev därefter uppslukad av Jean-Joseph Surin, och för att förstå denne började han att studera psykoanalys varvid han bekantade sig med Sigmund Freuds teorier och Jacques Lacans person. Den senare och han själv ingick i den grupp som bildade École freudienne. de Certeau blev efter hand en av Frankrikes ledande experter på Freud.
I augusti 1967 var han med om en trafikolycka i vilken hans mor dog och han själv förlorade ett öga. Fadern som hade kört bilen klarade sig oskadd. Hans bror och syster hade då redan dött i unga år. Detta tog honom mycket hårt, och han var rädd att förlora förståndet. Vändpunkten blev studentupploppen i maj 1968, då hans snabba respons gjorde honom känd i hela Frankrike. Därmed öppnades dörren till den svårtillgängliga franska intellektuella eliten.
Michel de Certeau uppträdde därefter ofta offentligt, i radiointervjuer, tidningar och evenemang, och skrev dessutom flera böcker. Han undervisade vid flera av Paris universitet, och 1984 utsågs han till professor i "trons historiska antropologi" vid École des hautes études en sciences sociales. I juli året därpå fick han plötsligt diagnosen cancer, och han avled i sin lägenhet i Paris den 9 januari 1986.

## Teorier och verk
Av Michel de Certeaus många verk, är Arts de faire (1980), Le Christianisme éclaté (1974) och L'Écriture de l'Histoire (1975) de mest berömda internationellt sett. Den förra är en sociologisk studie över vardagsliv, vilket enligt de Carteau skiljer sig från andra delar av levandet eftersom det till sin karaktär är repetitativt. Han sätter vardagen i relation till konsumentens förhållande till produktionen; genom att konsumera blir konsumenten även en producent. Detta rollöverskridande kommer till stånd genom produkturval som på samma gång befäster identiteten och livsvärlden, menar de Carteau. Till skillnad från många samtida intellektuella studerar han inte populärkulturen i sig, utan de grundstrukturer som utgör dess praktiker.
Fastän han metodologiskt lutar sig mot Michel Foucaults föregripande diskursanalys, intresserar sig de Certeau föga för dessa praktikers maktsubversiva möjligheter, utan fokuserar istället deras identitetspolitiska innehåll. Därför är hans distinktion mellan strategi och taktik fundamental: taktik är en medveten eller omedveten kalkyl inom gränserna för förutsättningarna i syfte att manipulera gränserna, och strategin en legitim, expansiv kalkyl över vilka möjligheter som finns vid ett visst tillfälle. Strategier utförs av maktpersoner som har legitim myndighet, medan taktiker utförs av personer utan legitim makt, vanliga människor.
I L'Écriture de l'Histoire studerar han begreppsritualerna som han menar förekommer vid historieskrivningen, medan de döda så att säga fortfar att ligga döda i sina gravar: det finns en gräns mellan det beskrivna objektet och skrivarsituationen som skribenten inte kan träda över, varmed luckor och tomrum inte kan fyllas i, utan måste förbli tomma. Detta har senare blivit allmängods i historievetenskapen.
I sin doktorsavhandling Migrations du croire chez Michel de Certeau (2007) utreder Tomas Orylski de Certeaus dynamiska trosbegrepp, i motsats till synen på religionen som en sfär med statiska sanningar.